# Adur District
Adur ist ein District in der Grafschaft West Sussex in England. Verwaltungssitz ist Shoreham-by-Sea.
Der Bezirk wurde am 1. April 1974 gebildet und entstand aus der Fusion der Städte Shoreham-by-Sea und Southwick sowie der Dörfer Coombes, Lancing und Sompting im Worthing Rural District.